# NGC 2923
NGC 2923 је галаксија у сазвежђу Лав која се налази на NGC листи објеката дубоког неба.
Деклинација објекта је + 16° 45' 39" а ректасцензија 9h 36m 3,8s. Привидна величина (магнитуда) објекта NGC 2923 износи 14,2 а фотографска магнитуда 15,2. NGC 2923 је још познат и под ознакама CGCG 92-8, NPM1G +16.0191, PGC 27306.